# نوک‌بزرگ آبی کبود
نوک‌بزرگ آبی کبود (نام علمی: Cyanoloxia glaucocaerulea)، که همچنین به عنوان نوک‌بزرگ نیلی شناخته می‌شود، گونه‌ای از پرندگان تیرهٔ کاردینالان (Cardinalidae)، کاردینال‌ها یا نوک‌بزرگ‌های کاردینال است که در برزیل، آرژانتین، پاراگوئه و اروگوئه یافت می‌شود.
نوک‌بزرگ آبی کبود به‌طور جفتی به غذایابی می‌پردازد اما جزئیات دیگر و رژیم غذایی آن منتشر نشده است.